# Uncisudis posteropelvis
Uncisudis posteropelvis är en fiskart som beskrevs av Fukui och Ozawa 2004. Uncisudis posteropelvis ingår i släktet Uncisudis och familjen laxtobisfiskar. Inga underarter finns listade i Catalogue of Life.